# Abbazia di Notre-Dame de Scourmont
L'abbazia di Notre-Dame de Scourmont è un'abbazia trappista a Forges (Chimay), in Belgio. La sua costruzione risale alla seconda parte del XIX secolo ed è gestita dai monaci dell'ordine di Cîteaux.

## Storia
Le origini dell'abazia si collegano a una comunità di monaci cistercensi della zona di Westvleteren (Ypres). Dal 25 luglio 1850, su iniziativa dell'abbate Jourdain (sacerdote della regione di Chimay), inviò 17 monaci per stabilirsi su una terra offerta dal principe di Chimay. Subito dopo il loro arrivo, questi si misero a lavorare la terra situata nella località Mont du secours dove costruirono prima un settore agricolo e in seguito gli edifici dell'abbazia. Molto rapidamente la birra e il formaggio prodotti dai monaci trappisti acquisirono una notorietà che superò le frontiere del Belgio. Infatti, la birra e il formaggio trappista Chimay sono conosciuti in tutto il mondo.

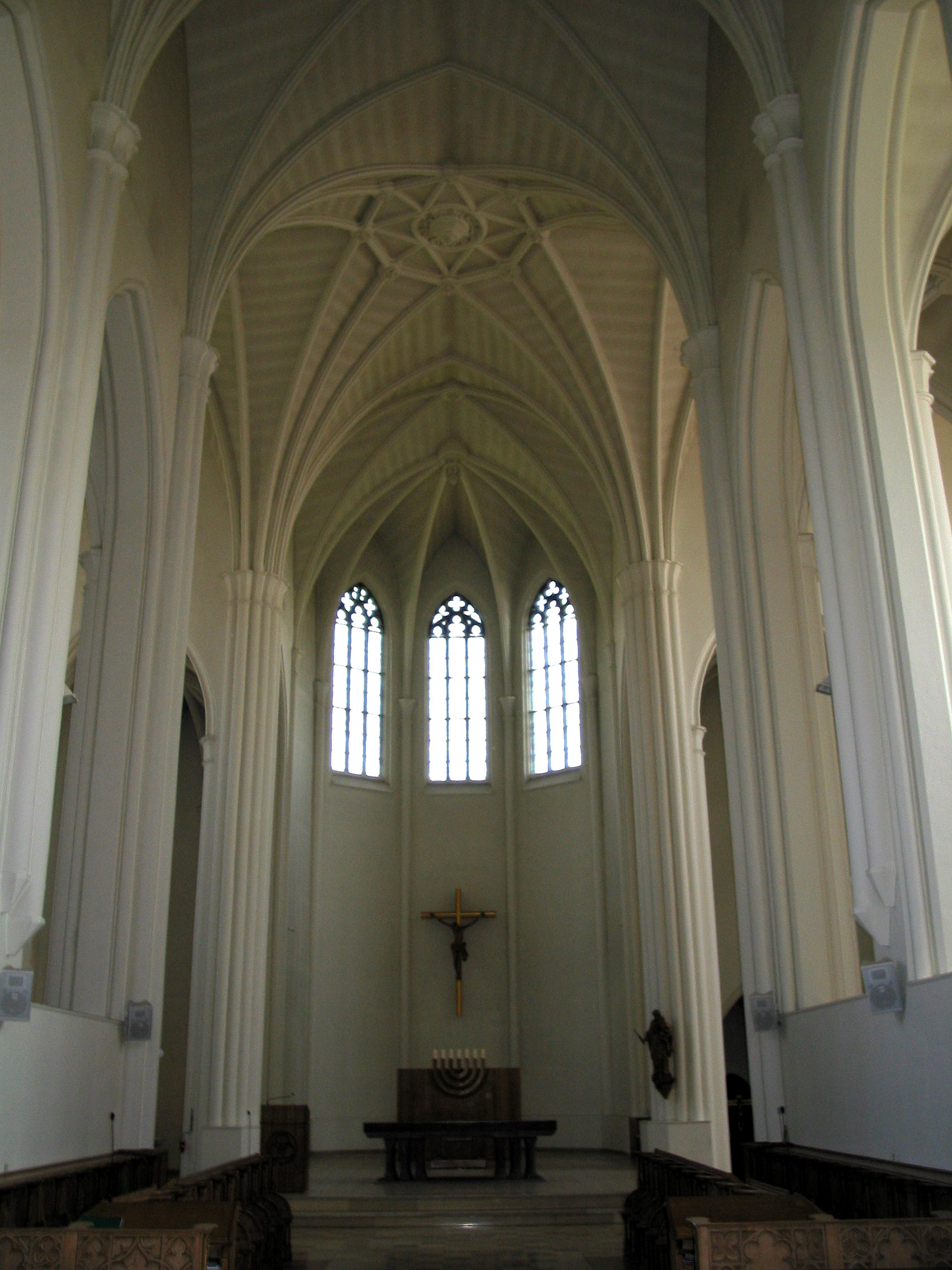
Interno della chiesa abbaziale

I trappisti di Scourmont risiedevano nel 1954 a Goma, nella Repubblica del Congo, nell'abbazia des Lacs Mokoto. Lo sviluppo della comunità fu seriamente compromesso in occasione della guerra nell'est del Congo e il monastero fu interamente distrutto. Molti monaci congolesi di Mokoto raggiunsero allora l'abbazia di Scourmont.
Seguendo ognuna una sua storia particolare, altre abazie furono affiliate (divenute così abazie figlie) a Scourmont:
- Nel 1925, l'abbazia Notre-Dame de Chimay (Belgio): monaci cisterciensi.
- Nel 1928, l'abbazia di Caldey (un'isola al sud del Galles): monaci benedettini anglicani diventati cattolici.
- Nel 1978, l'abbazia Notre-Dame de Soleilmont (Fleurus, Belgio); monaci cisterciensi.
- Nel 1988, l'abbazia di Kurisumala (Kerala, India); fondata da un monaco di Scourmont, Francis Mahieu, come abbazia di rito orientale Syro-Malabar.

## Descrizione
Prima di essere una fabbrica di birra l'abbazia è una comunità di una trentina di monaci che intendono vivere il vangelo, seguendo il modello che propone san Benedetto, alternando nei vari giorni la preghiera (personale o corale), il lavoro (nei campi, la fabbrica di birra o intellettuale) ed il riposo. La solitudine (monacale) è una scelta specifica perché venga riempita dalla presenza di Dio. I monaci si ritrovano insieme 5 o 6 volte al giorno nella chiesa dell'abbazia per cantare e celebrare l'eucaristia, vivono in un silenzio permanente che non impedisce incontri personali (senza però un tempo di ricreazione fisso) ed è un posto importante (come dice san Benedetto) per l'accoglienza degli ospiti. L'abbazia ha una foresteria che può ospitare gruppi di giovani, sacerdoti e chiunque sia desideroso di riflettere e ricercare il senso della vita.

### Industria della birra e caseificio

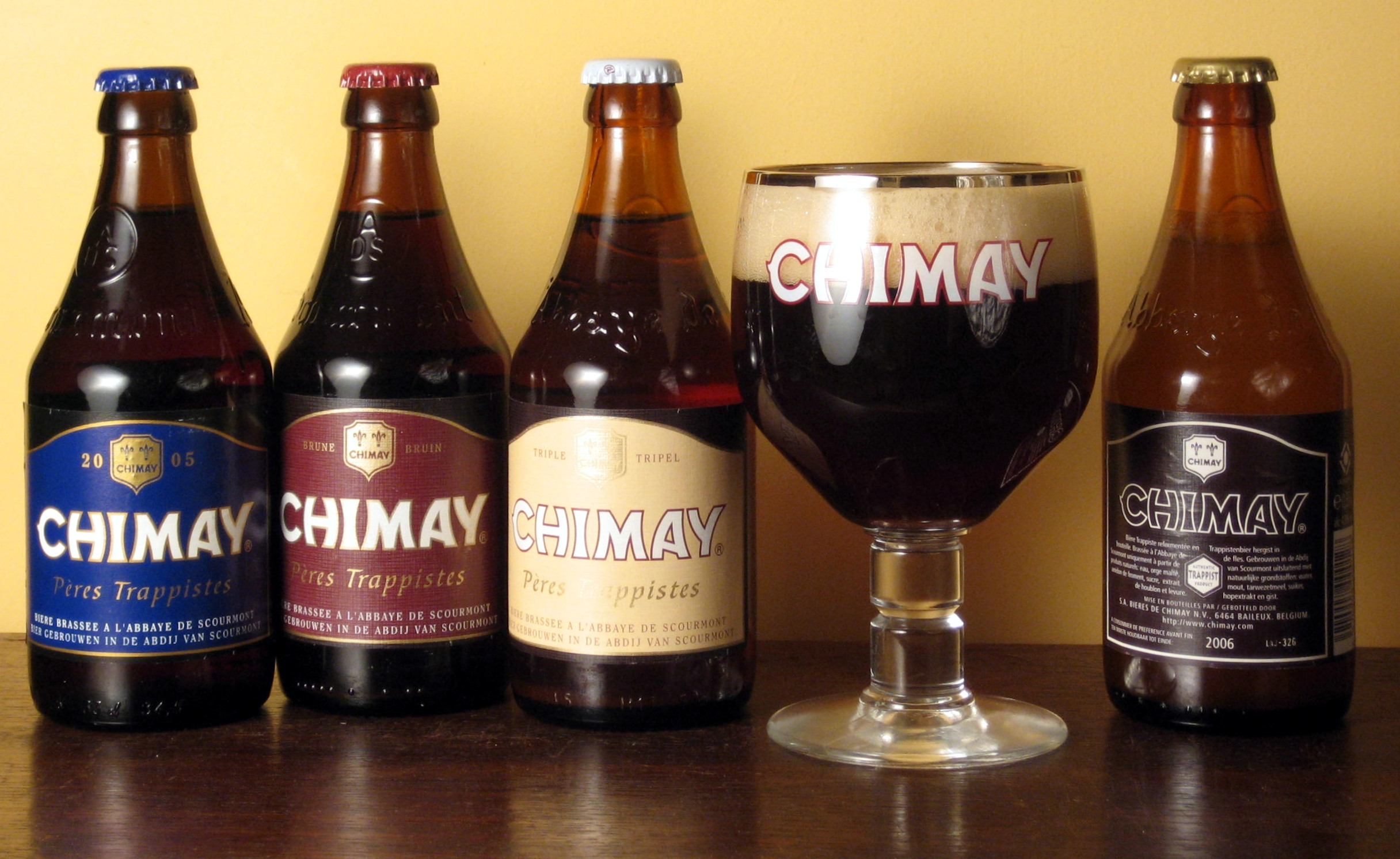
I quattro tipi di birra prodotti nell'abbazia.

Fin dal 1876, i monaci trappisti di Scourmont, avevano trovato i segreti di fabbricazione di un formaggio a pasta dura, che hanno iniziato a produrre a partire dal latte della loro azienda agricola e che raffinavano nelle cantine incurvate dell'abbazia. Un altro prodotto fu elaborato e trattato allo stesso posto. È la birra famosa trappista di Chimay che costituisce del resto il complemento ideale dell'altro tesoro.
Il successo portato via da questi prodotti incitò a creare una nuova unità di produzione Baileux (Chimay) che fu inaugurata il 22 ottobre 1982. Vi si fabbrica il formaggio e vi si imbottiglia la birra. Tuttavia la birra famosa trappista è sempre trattata nell'abbazia.
Tre birre ad alta fermentazione e quattro tipi di formaggi sono fabbricati sotto il diretto controllo dell'abbazia:
- Chimay Rouge (Rossa), con il 7% di alcool (vol), nella bottiglia da 75cl, è conosciuta come Première. Ha un colore marrone scuro ed un aroma dolce dal gusto di frutta. Il malto in questa birra ha un carattere ricco, con sentori di noci, lievito e pepe della casa.
- Chimay Bleue (Blu), con il 9% di alcool (vol), birra più scura. Nella bottiglia da 75cl, è conosciuta come Grand Réserve. Questa birra di colore rame scuro ha una schiuma cremosa e un gusto un po' amaro. Considerando che è la birra classica di Chimay, esibisce un gusto di frutta, con caratteristiche piccanti. Il gusto continua a evolversi e svilupparsi negli anni ed è estremamente popolare in Belgio.
- Chimay Blanche (Bianca), o Chimay Tripla, con l'8% di alcool (vol), nella bottiglia da Cl 75, è conosciuta come Cinq Cents. Questa birra croccante presenta un colore arancione chiaro e un gusto molto amaro; è la più asciutta delle quattro.
- Chimay Dorée, con il 4,8% di alcool (vol), fermentata dagli stessi ingredienti della Rossa, ma più pallida e diversamente speziata. È una varietà rara, ideata per essere bevuta soltanto in abbazia o alla locanda vicina Auberge de Poteaupré che è associata all'abbazia. Gli stessi monaci bevono questa varietà di birra piuttosto che le altre tre, più forti. Non c'è mercato ufficiale per la Dorée e le poche bottiglie che escono dall'abbazia sono per vie ufficiose. Anche il Sito Web del birrificio non fa menzione di questa varietà di birra.
- Un formaggio a pasta stretta metà duro chiamato « Chimay grand classique »,
- Un formaggio alla birra chiamato « Chimay à la bière »,
- Un formaggio al latte pastorizzato chiamato « Chimay grand cru »,
- Un formaggio a pasta dura chiamato « Vieux Chimay ».

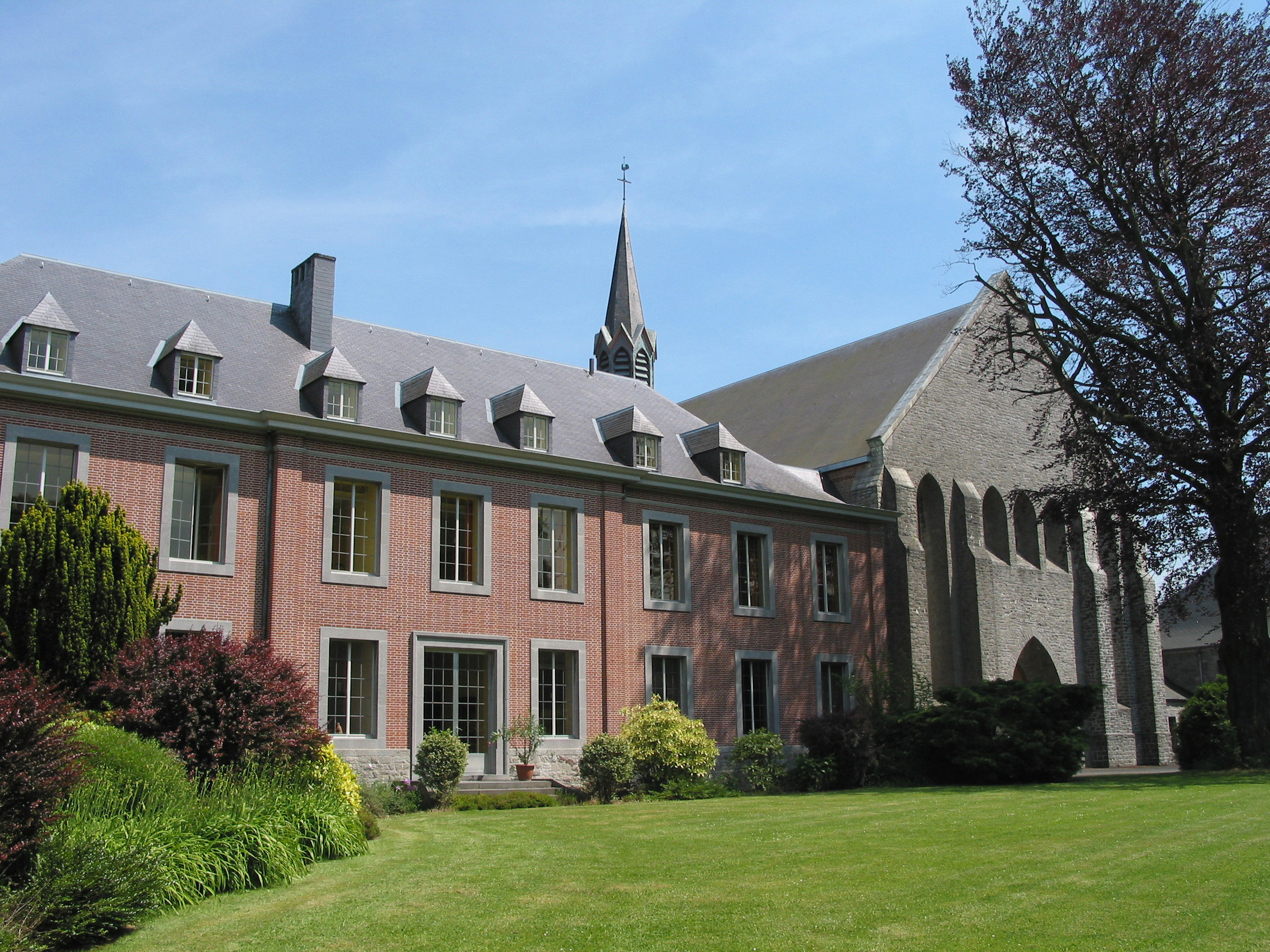
Giardino, foresteria ed entrata dell'abbazia